# Falco fasciinucha
El halcón de Taita o halcón taita (Falco fasciinucha), es un pequeño halcón habitante del centro y el este de África. Fue descrito por primera vez en los Montes Taita en Kenia, de donde deriva su nombre común.

## Descripción
Este pequeño halcón se distingue fácilmente, pero puede prestarse a confusión con otras especies. El vientre rufo lo hace semejante al alcotán africano, pero sus principales características distintivas son un cuello blanco y manchas rufas en la nuca. Además, las plumas de debajo de las alas son de un color rufo uniforme, mientras que el alcotán posee reflejos. La diferencia más notable es que las plumas de vuelo son negras y blancas, mientras que hay muchos más tonos rufos en las plumas de vuelo del alcotán africano. Los halcones de Taita poseen una cola corta y su vuelo es rápido y si bien parece pesado, se pueden adaptar a la caza aérea.

## Comportamiento
Esta especie pasa mucho tiempo posada en forma poco llamativa, para detectar aves pequeñas con vuelo rápido y alas parecidas a las del loro, aunque ocasionalmente planea en las alturas. Captura la presa en el aire y se posa nuevamente para comérseña. La temporada de apareamiento es de abril a septiembre en el este de África y de julio a diciembre en el sur. El nido suele estar construido en la roca descubierta y cada nidada puede incluir de dos a cuatro huevos. La incubación dura de treinta y uno a treinta y tres días y los polluelos emplumecen tras aproximadamente cuarenta y dos días.

## Hábitat y distribución
El halcón de Taita se distribuye desde el este al sur de África. Se ha registrado su hábitat desde el sur de Etiopía, el sureste de Sudán, el este de Uganda, Tanzania, el este de Zambia, Malaui, Zimbabue, Mozambique, Botsuana y el noreste de Sudáfrica. Se alimenta en las tierras altas y regiones montañosas, con acantilados altos y cañones con ríos, principalmente en las áreas más áridas. Es una especie con pocos individuos, con cerca de mil adultos, pero se considera que la población es estable.
Las amenazas de la especie surgen del uso de aerosoles de pesticidas organoclorados en el norte de Zimbabue, lo que ha hecho que se redujera el número de especímenes allí y los pesticidas en aerosol en general lo son en otras regiones. Los vuelos turísticos que emplean helicópteros y equipos aéreos pequeños han causado problemas a las poblaciones que habitan en los cañones de las Cataratas Victoria, donde estas aves corren el riesgo de una inundación. Las razones de su escasez en el este de África incluyen probablemente competencia por la comida y lugares para anidar con el halcón peregrino y la predación de los jóvenes por parte de este, junto con el halcón borni y las lechuzas.
En el sur de África existen unos ciertos lugares donde estas aves se pueden encontrar normalmente. Antes existía un lugar de anidación conocido en el cañón de las Cataratas Victoria y en forma reciente ha aparecido otro en la Provincia de Limpopo en Sudáfrica.